# Chevrotin
Pour l’article ayant un titre homophone, voir Chevrotain.
 (juin 2019).
Si vous disposez d'ouvrages ou d'articles de référence ou si vous connaissez des sites web de qualité traitant du thème abordé ici, merci de compléter l'article en donnant les références utiles à sa vérifiabilité et en les liant à la section « Notes et références ».
Le chevrotin est un fromage fermier au lait cru de chèvre des départements de Savoie et Haute-Savoie. Cette appellation d'origine française bénéficie de préservation grâce à une appellation d'origine contrôlée depuis mai 2002 et appellation d'origine protégée depuis 2005.
Sa meilleure période de consommation s'étend d'avril à septembre.

## Historique
Ce fromage au lait cru est élaboré depuis le XVIIe siècle dans les massifs préalpins du Chablais, des Bauges et des Aravis, et de la région du Mont Blanc, dans lesquelles se trouvent des endroits avec des contraintes naturelles difficiles : relief escarpé, climat humide, sol calcaire avec une végétation spécifique dont seules les chèvres savoyardes peuvent se nourrir, car elles sont aussi à l'aise que les chamois dans les pentes abruptes. On distingue le :
- Chevrotin d'Alpage
- Chevrotin des Aravis
- Chevrotin de Macôt
- Chevrotin du Mont-Cenis
- Chevrotin de Peisey-Nancroix

## Présentation
C'est un fromage exclusivement fermier à base de lait cru de chèvre, fromage à pâte pressée non cuite, d'un poids entre 250 et 350 grammes, avec une fine croûte blanc rosé. Son diamètre est de 9 à 12 cm pour une épaisseur de 3 à 4,5 cm.

## Production

### Production familiale

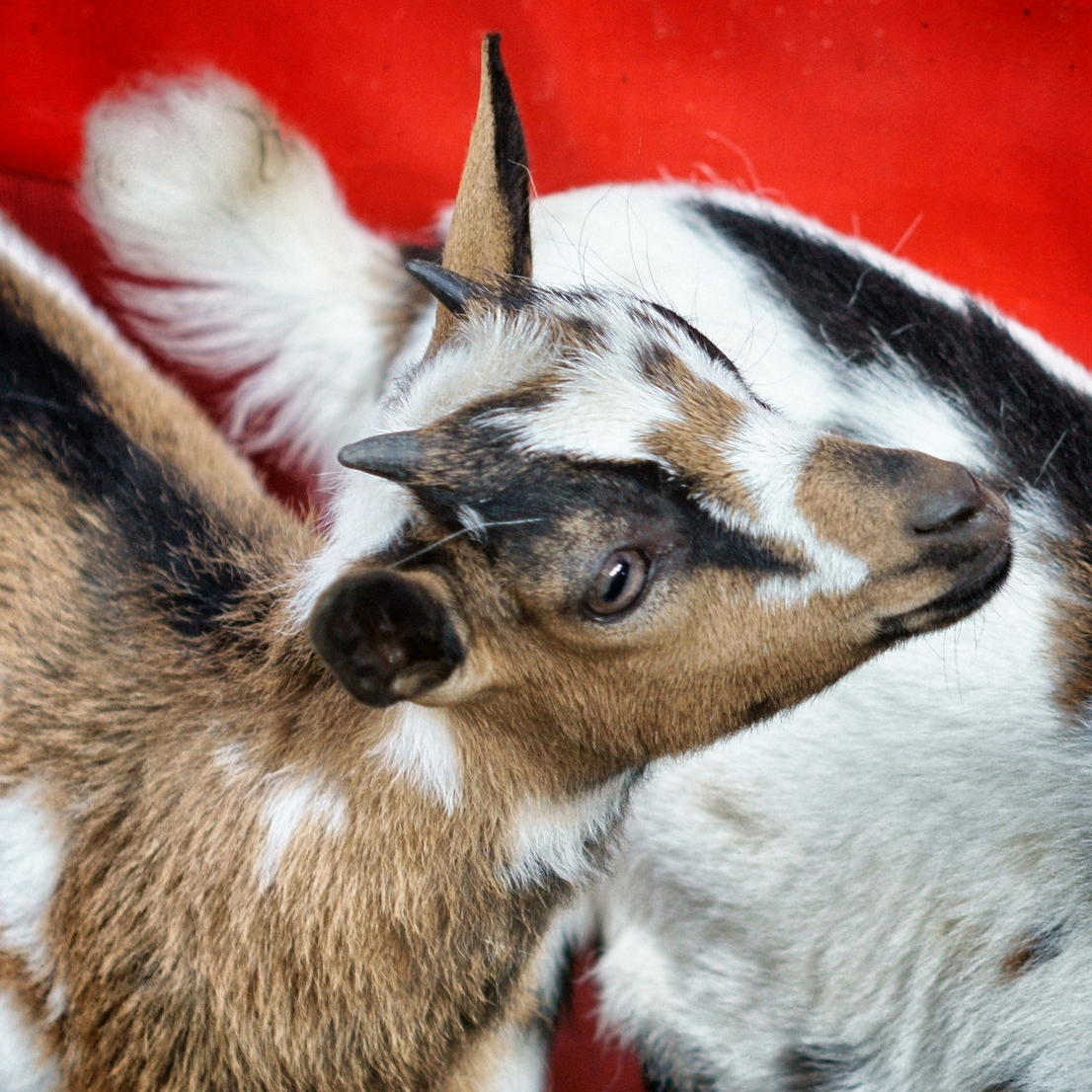
Chevrette en Savoie.
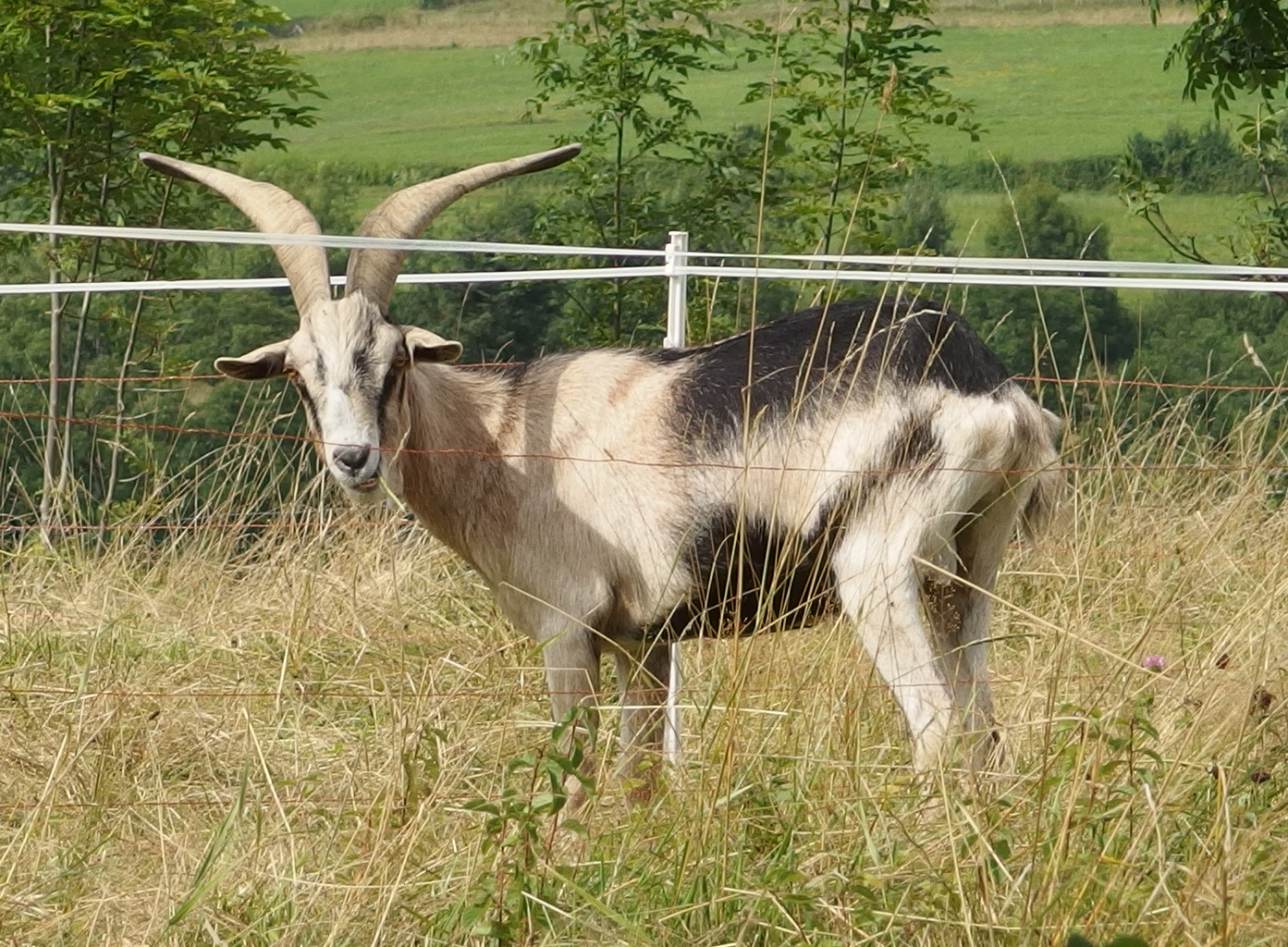
Chèvre du Rove en Haute-Savoie.
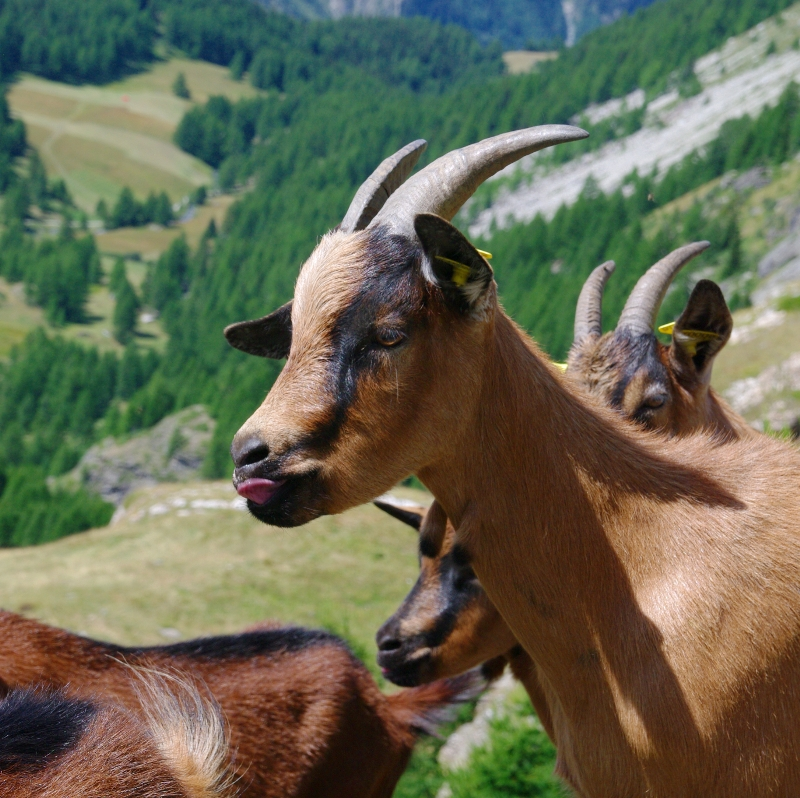
Chèvre en Savoie.
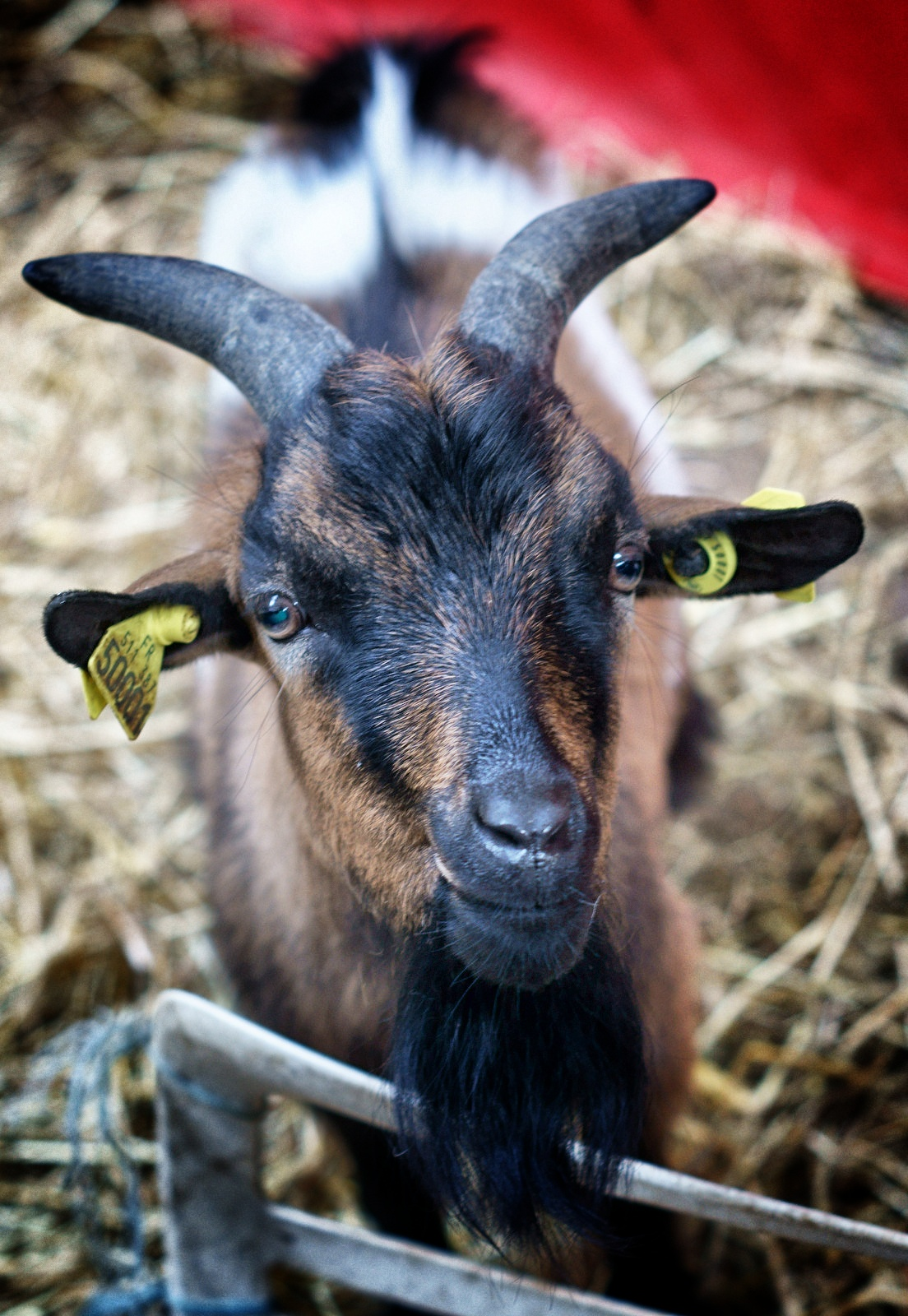
Chèvre à l'étable en Savoie.

### Production commerciale
Le cahier des charges attaché à la protection de l'appellation dans un cadre commercial impose une production maximale annuelle par chèvre de 800 kilogrammes de lait, le pâturage en altitude dès que le temps le permet et un fourrage provenant à 70 % au minimum de la zone de production. Une plaque de caséine blanche et translucide portant l'appellation « chevrotin » et le numéro d'identification du producteur fermier est intégrée dans la croûte. 22 éleveurs produisent et commercialisent ce fromage pour un volume annuel de 100 tonnes (2008).
Ses modes de production et transformation sont similaires à celui du reblochon (caillage, décaillage, moulage, salage, séchage, lavage et affinage) avec lequel il coexiste. Sa période de production s'étale sur toute l'année (mai à septembre principalement) avec un affinage de 3 à 5 semaines (21 jours minimum).